# 象峰駅
象峰駅（しょうほうえき）は中華人民共和国福建省福州市晋安区にある福州地下鉄1号線の駅。福州地下鉄最北端の駅である。2017年1月6日に開業した。

## 駅構造
島式ホーム1面2線を有する地下駅であり、出口は5か所ある。

### 駅階層
| 地面    |                              | 出入口                         |
| 地下1階 | ホール                       | 改札口、駅事務所               |
| 地下2階 | ■1番線                       | 当駅止まり                     |
| 地下2階 | 島式ホーム、左側のドアが開く |                                |
| 地下2階 | ■2番線                       | → ■1号線 三江口方面 （秀山） → |

## 駅周辺
駅周辺は住宅地と開発予定の用地が多い。各団地へ向かうバスの停留所が設置されている。

## 歴史
- 2011年8月15日 - 駅舎工事が開始される[2]。
- 2012年1月3日 - 駅舎工事の第2期が開始される[3]。
- 2012年3月31日 - 駅舎工事の第3期が開始される[4]。
- 2012年8月26日 - 駅舎工事の第4期が開始される[5]。
- 2014年10月 - 象峰〜秀山間のトンネルが貫通する[6]。
- 2014年12月16日 - 主要な構造物が覆われる[7]。
- 2016年10月 - 内装がほぼ完成する。1号線の他の駅と異なり、グラデーションブルーの壁面となった[8]。
- 2017年1月6日 - 開業[1]。

## 隣の駅
福州地下鉄
■1号線
象峰駅 - 秀山駅